# 전원 케이블

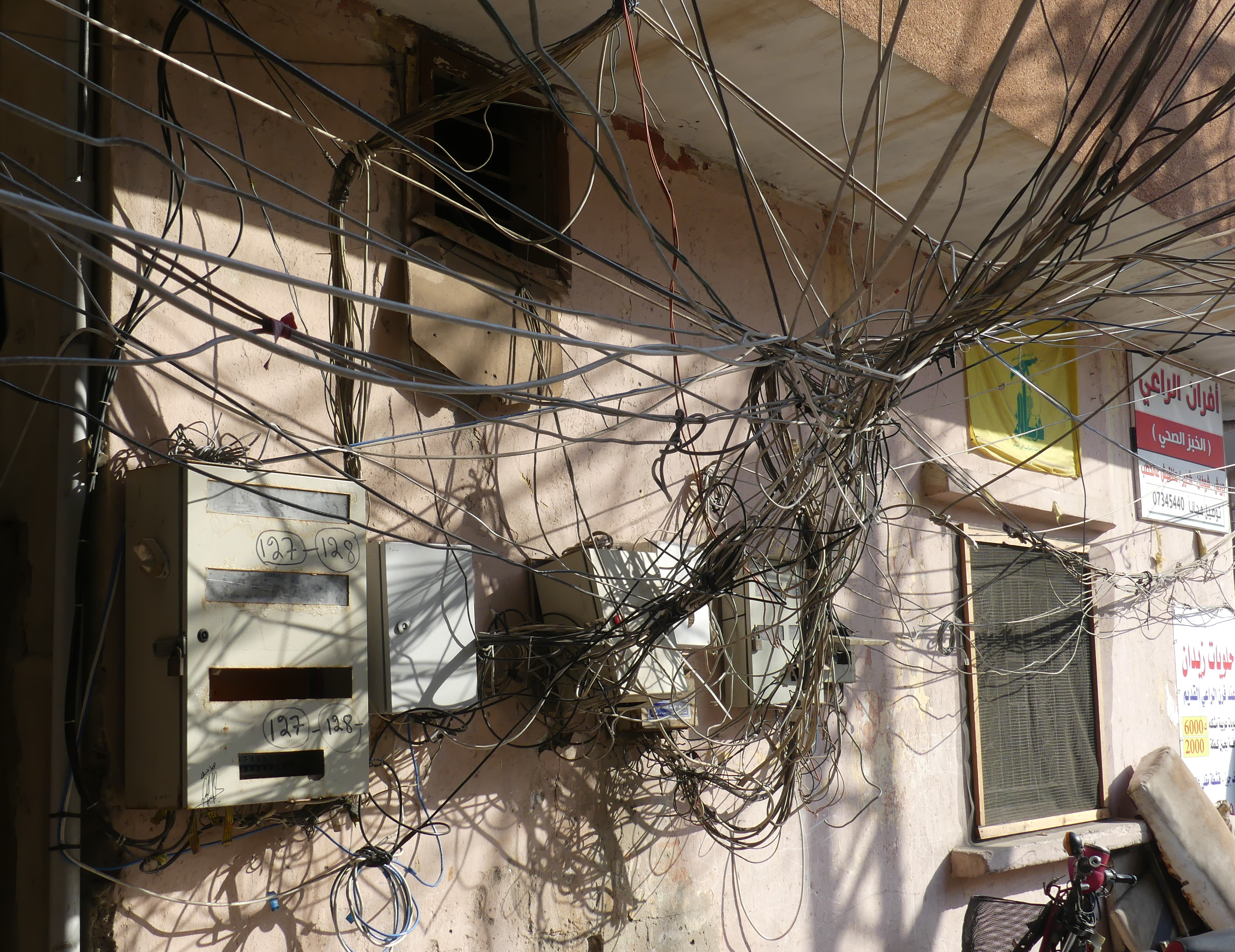
티레에 있는 복잡하게 얽힌 전원 케이블.

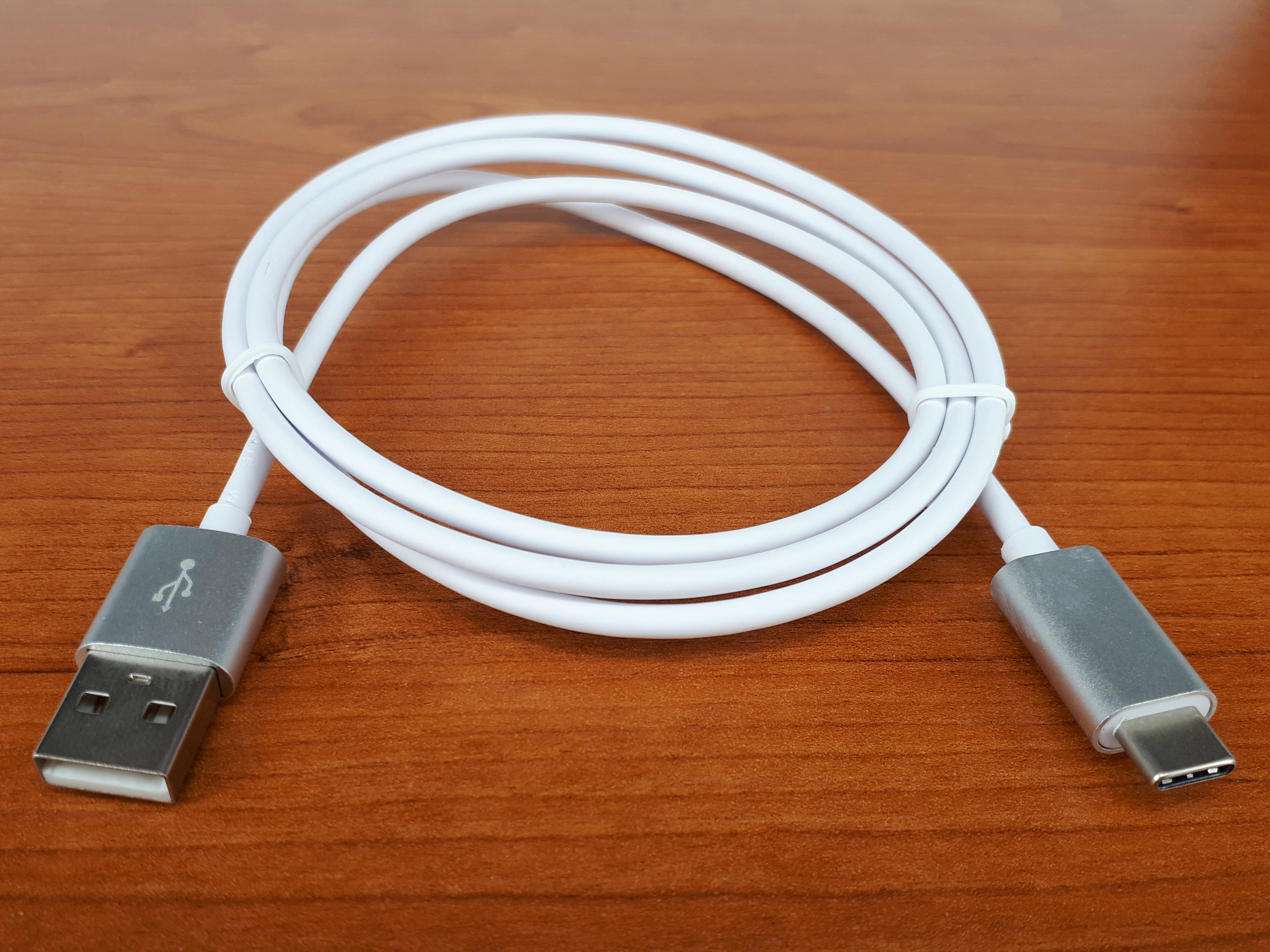
USB-C 전원 케이블.

전원 케이블 또는 파워 케이블(power cable)은 전기 에너지 전송에 특별히 사용되는 케이블이다. 이는 하나 이상의 전기 전도체를 모아 일반적으로 단일 묶음으로 절연 피복으로 묶어 놓은 것이지만, 일부 전원 케이블은 단순히 노출된 활선으로 설치되기도 한다. 전원 케이블은 분리 가능한 이동식 코드(일반적으로 어댑터와 연결됨)일 수도 있고, 건축물 및 비건물 구조물 내부에 영구적인 배선으로 설치되거나, 땅에 묻히거나, 수중에 놓이거나, 가공으로 연결될 수도 있다. 열가소성 외장 케이블로 묶여 건물 내부에 설치하도록 고안된 전원 케이블은 NM-B(비금속 외장 건물 케이블)로 알려져 있다.
작고 유연한 전원 케이블은 컴퓨터 및 주변기기, 모바일 장치, 가전제품, 조명기구, 전동 공구 및 기계와 같은 전자기기는 물론 가정용 조명, 전기난로, 공기조화 및 옥상 태양광 발전 및 가정용 에너지 저장 장치 시스템에 사용된다. 더 큰 전원 케이블은 송전을 위해 전력망 전력을 공급하여 공업, 상업 및 주거 요구 사항은 물론 대중교통 및 화물수송(특히 철도운송)의 상당 부분을 공급하는 데 사용된다.

## 역사
토머스 에디슨이 1882년 뉴욕시에서 개발한 최초의 배전 시스템은 삼베로 감싸고 역청 합성물로 채워진 단단한 파이프에 넣은 구리 막대를 사용했다. 1844년 찰스 굿이어가 가황 고무에 대한 특허를 받았지만, 1880년대까지는 케이블 절연에 적용되지 않았으며, 그 때 조명 회로에 사용되었다. 고무 절연 케이블은 1897년 나이아가라 폭포 전력 프로젝트를 위해 설치된 11,000볼트 회로에 사용되었다.
대량 함침 종이 절연 중전압 케이블은 1895년경에 상업적으로 실용화되었다. 제2차 세계 대전 중에는 여러 종류의 합성 고무 및 폴리에틸렌 절연이 케이블에 적용되었다.
북미 지역의 일반적인 주거 및 사무실 건축물은 여러 기술을 거쳐왔다.
- 스테이플로 설치된 초기 나선 및 천으로 덮인 철사
- 노브 앤 튜브 배선, 1880년대~1930년대, 아스팔트 함침 천 또는 후기 고무 절연 사용
- 아머드 케이블, 일반화된 상표 "BX"로 알려져 있음 - 두 개의 천으로 덮인 고무 절연 도체가 있는 유연한 강철 외장[4] - 1906년 도입되었지만 개방형 단일 도체보다 비쌌다.
- 천으로 짠 재킷(보통 타르로 함침됨)과 왁스 종이 필러가 있는 고무 절연 전선 - 1922년 도입
- 로멕스(Romex)와 같은 브랜드에서 생산하는 현대적인 2선 또는 3선+접지 PVC 절연 케이블(예: NM-B)
- 알루미늄 전선은 1960년대와 1970년대에 구리의 저렴한 대체품으로 사용되었으며 오늘날에도 사용되고 있지만, 부식, 연성 및 연결부의 크리프 현상으로 인해 적절한 설치 없이 사용 시 안전하지 않은 것으로 간주된다.[5]
- 석면은 1920년대부터 1970년대까지 일부 천 전선에 전기 절연체로 사용되었으나, 건강상의 위험으로 인해 단종되었다.[6][7]
- 테크 케이블, PVC 외장 아머드 케이블

## 구성
현대 전원 케이블은 다양한 크기, 재료 및 유형으로 제공되며, 각각 특정 용도에 맞게 조정된다. 산업에서는 큰 단일 절연 도체도 때때로 전원 케이블이라고 불린다.
케이블은 도체, 절연체, 보호 재킷의 세 가지 주요 구성 요소로 구성된다. 개별 케이블의 구성은 용도에 따라 다르다. 구성 및 재료는 세 가지 주요 요인에 따라 결정된다.
- 작동 전압: 절연체의 두께를 결정한다.
- 전류 전달 용량: 도체의 단면적 크기를 결정한다.
- 온도, 물, 화학 물질 또는 햇빛 노출, 기계적 충격과 같은 환경 조건: 외부 케이블 재킷의 형태와 구성을 결정한다.

직접 매립하거나 노출된 설치를 위한 케이블에는 케이블 주위에 나선형으로 감긴 전선 형태의 금속 장갑 또는 그 주위에 감긴 주름진 테이프가 포함될 수 있다. 장갑은 강철 또는 알루미늄으로 만들어질 수 있으며, 접지에 연결되어 있지만 정상 작동 중에는 전류를 전달하도록 의도되지 않는다. 전원 케이블은 때때로 전기도관 및 케이블 트레이를 포함한 케이블 덕트에 설치될 수 있으며, 여기에는 하나 이상의 도체가 포함될 수 있다. 건물 내부에 사용하도록 의도된 경우, 비금속 외장 건물 케이블(NM-B)은 내열성 열가소성 절연 외장 내부에 두 개 이상의 전선 도체(및 접지 도체)로 구성된다. 이는 더 가볍고 다루기 쉬우며 외장이 작업하기 쉽기 때문에 장갑형 건물 케이블에 비해 장점이 있다.
전원 케이블은 구리 또는 알루미늄 연선 도체를 사용하지만, 작은 전원 케이블은 최대 1/0 크기의 단선 도체를 사용할 수 있다. (구리 케이블에 대한 자세한 내용은 구리선 및 케이블 참조). 케이블에는 회로 중성선 또는 접지 연결에 사용되는 비절연 도체가 포함될 수 있다. 접지 도체는 장비의 인클로저/섀시를 접지에 연결하여 감전으로부터 보호한다. 이러한 비절연 버전은 나선 도체 또는 주석 도금 나선 도체로 알려져 있다. 전체 어셈블리는 원형 또는 평평할 수 있다. 비도체 필러 가닥은 어셈블리의 형태를 유지하기 위해 추가될 수 있다. 필러 재료는 응용 프로그램에 필요한 경우 비흡습성 버전으로 만들 수 있다.
가공 응용 분야를 위한 특수 목적 전원 케이블은 종종 고강도 합금, ACSR 또는 알루웰드 메신저에 묶인다. 이 케이블을 가공 케이블 또는 사전 조립 가공 케이블(PAC)이라고 한다. PAC는 외장 없이 주문할 수 있지만, 최근에는 폴리머 외장을 공급하는 데 드는 추가 비용이 낮아 덜 일반적이다. 수직 응용 분야의 경우 케이블에는 외장 위에 강철 또는 케블라 갑옷 전선이 포함될 수 있다. 갑옷 전선은 케이블의 무게를 지지하는 데 도움이 되도록 주기적으로 지지판에 부착된다. 건물, 타워 또는 구조물의 각 층에 지지판이 포함될 수 있다. 이 케이블을 아머드 라이저 케이블이라고 한다. 더 짧은 수직 전환(약 30-150피트)의 경우, 바구니(Kellum) 그립 또는 특별히 설계된 덕트 플러그와 함께 비장갑 케이블을 사용할 수 있다.
케이블 재킷의 재료 사양은 종종 물, 기름, 햇빛, 지하 조건, 화학 증기, 충격, 화재 또는 고온에 대한 저항성을 고려할 것이다. 원자력 산업 응용 분야에서는 케이블에 이온화 방사선 저항성에 대한 특별한 요구 사항이 있을 수 있다. 운송 응용 분야를 위한 케이블 재료는 연소 시 다량의 연기를 생성하지 않도록 지정될 수 있다(저연 저할로겐). 직접 매립용으로 의도된 케이블은 되메움 또는 굴착으로 인한 손상을 고려해야 한다. HDPE 또는 폴리프로필렌 재킷이 이러한 용도로 일반적이다. 지하철(지하 금고)용으로 의도된 케이블은 기름, 내화성 또는 저연을 우선 순위로 고려할 수 있다. 오늘날 전체 납 피복을 사용하는 케이블은 거의 없다. 그러나 일부 유틸리티는 여전히 배전 회로에 종이 절연 납 피복 케이블을 설치할 수 있다. 송전 또는 해저 케이블은 납 피복을 사용할 가능성이 더 높다. 그러나 납은 감소 추세이며, 그러한 품목을 생산하는 제조업체는 오늘날 거의 없다. 케이블이 기계적 손상에 노출되는 곳(산업 현장)을 통과해야 하는 경우, 유연한 강철 테이프 또는 와이어 갑옷으로 보호될 수 있으며, 이는 방수 재킷으로 덮일 수도 있다.
하이브리드 케이블에는 제어 신호용 도체가 포함되거나 데이터용 광섬유가 포함될 수도 있다.

### 고전압
도체 사이에 2,000볼트 이상에서 작동하는 회로의 경우, 도체 절연체를 둘러싸는 전도성 차폐가 있어야 한다. 이는 케이블 절연체에 대한 전기적 스트레스를 균등하게 한다. 이 기술은 마틴 호크슈타터가 1916년에 특허를 받았다. 이 차폐를 때때로 호크슈타터 차폐라고 부른다. 반도체("세미콘") 절연 차폐 외에도 도체 차폐도 있다. 도체 차폐는 반도체(일반적으로)이거나 비전도성일 수 있다. 도체 차폐의 목적은 절연 차폐와 유사하다: 빈 공간을 채우고 전압 스트레스를 균등하게 하는 것이다.
방황 전압을 배출하기 위해 "세미콘" 위에 금속 차폐가 배치된다. 이 차폐는 절연체 외부의 전압을 0으로(또는 적어도 OSHA 한계인 50볼트 미만으로) 낮춰 케이블을 "안전하게" 만드는 것을 목적으로 한다. 이 금속 차폐는 얇은 구리 테이프, 동심 배수선, 평평한 스트랩, 납 피복 또는 기타 디자인으로 구성될 수 있다. 케이블의 금속 차폐는 케이블 끝에서 접지에 연결되며, 고장 시 전압 상승이 위험할 경우 길이를 따라 여러 지점에 연결될 수도 있다. 다지점 접지는 케이블 차폐를 접지하는 가장 일반적인 방법이다. 일부 특수 응용 분야에서는 회로의 정상 작동 중에 순환 전류를 제한하기 위해 차폐 차단이 필요하다. 차폐 차단이 있는 회로는 단일 또는 다지점 접지일 수 있다. 특별한 엔지니어링 상황에서는 교차 결합이 필요할 수 있다.
액체 또는 가스 충전 케이블은 오늘날에도 배전 및 송전 시스템에 사용된다. 10kV 이상의 케이블은 오일과 종이로 절연되어 단단한 강철 파이프, 반강성 알루미늄 또는 납 피복 내에 설치된다. 더 높은 전압의 경우 오일은 케이블 절연 내에서 부분 방전 형성을 방지하기 위해 압력을 유지할 수 있다.

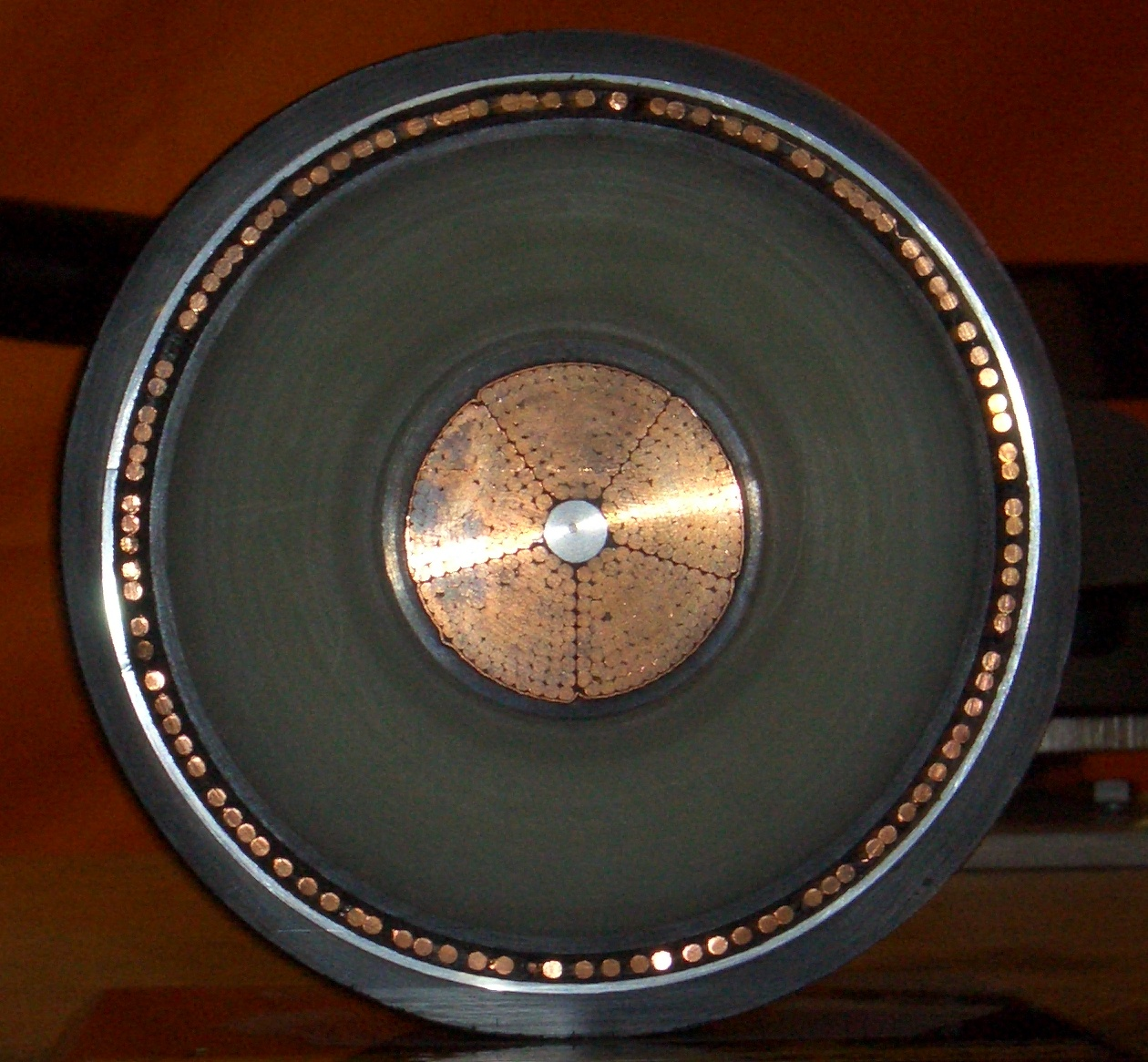
400kV용으로 설계된 고전압 케이블. 중앙의 큰 도체는 전류를 전달하고, 바깥쪽의 작은 도체는 두꺼운 폴리에틸렌 절연층의 전압 스트레스를 균등화하는 차폐 역할을 한다.

 액체 충전 케이블은 정전 없이 매우 긴 서비스 수명을 자랑한다. 불행히도, 흙과 수역으로의 오일 누출은 심각한 우려 사항이며, 필요한 펌프 스테이션을 유지 관리하는 것은 대부분의 전력 회사 O+M 예산에 부담이 된다. 파이프형 케이블은 예상 서비스 수명이 더 짧음에도 불구하고 서비스 수명 종료 시 고체 절연 회로로 종종 전환된다.
현대 고전압 케이블은 XLPE를 포함한 폴리에틸렌 또는 기타 폴리머를 절연체로 사용한다. 이들은 접속 및 종단을 위한 특별한 기술이 필요하다. 고전압 케이블을 참조하라.

## 케이블의 유연성 (연선 등급)
모든 전기 케이블은 어느 정도 유연하여 릴, 드럼 또는 손 코일에 감겨 설치 현장으로 운송될 수 있다. 유연성은 케이블의 최소 굽힘 반경에 직접적인 영향을 미치므로 적절한 연선 등급을 결정하는 중요한 요소이다. 전원 케이블은 일반적으로 연선 등급 A, B 또는 C이다. 이러한 등급은 케이블이 일반적으로 방해받지 않는 최종 설치 위치로 배치될 수 있도록 한다. 클래스 A, B 및 C는 특히 케이블을 당길 때 더 많은 내구성을 제공하며 일반적으로 더 저렴하다. 전력 회사는 일반적으로 1차 및 2차 전압 애플리케이션에 클래스 B 연선을 주문한다. 때로는 유연성이 문제가 아니지만 저렴한 비용과 방수가 우선시되는 경우 단선 중전압 케이블을 사용할 수 있다.
이동식 장비와 같이 케이블을 반복적으로 이동해야 하는 응용 분야에는 "코드" 또는 "플렉스"라고 불리는 더 유연한 케이블(연선 등급 G-M)이 사용된다. 유연한 코드는 미세 연선 도체, 로프 레이 또는 번치 연선을 포함한다. 이들은 유연성, 배치 용이성 및 내구성을 향상시키기 위해 적절한 양의 필러 재료가 있는 전체 재킷을 특징으로 한다. 광산 채굴 기계에 전력을 공급하는 것과 같은 중장비 유연 전원 코드는 신중하게 설계된다. 수명은 몇 주 단위로 측정된다. 매우 유연한 전원 케이블은 자동화 기계, 로봇공학 및 공작 기계에 사용된다. 유연한 전원 케이블에 대한 자세한 내용은 전원 코드 및 연장 케이블을 참조하라. 다른 유형의 유연한 케이블에는 연선, 확장형, 동축, 차폐 및 통신 케이블이 포함된다.
엑스레이 케이블은 특수 유형의 유연한 고전압 케이블이다.

## 같이 보기
- 콘센트
- 미국 전선 규격 – 단면적 크기표
- 허용전류 – 전선 및 케이블의 전류 전달 용량 설명
- 가교 폴리에틸렌
- 케이블
- 에틸렌 프로필렌 고무 (EPR)
- 산업용 및 다상 전원 플러그 및 소켓
- 송전선
- 이동식 코드
- 철도 전철화 시스템
- 유해물질제한지침
- 통신 전원 케이블
- 전압 강하 – 적절한 케이블 크기 선택 시 또 다른 고려 사항